# Chorušice
Chorušice (en allemand : Choruschitz) est une commune du district de Mělník, dans la région de Bohême-Centrale, en République tchèque. Sa population s'élevait à 550 habitants en 2020.

## Géographie
Chorušice se trouve à 6 km au sud-sud-est de Mšeno, à 15 km à l'est-nord-est de Mělník, à 18 km à l'ouest de Mladá Boleslav, et à 39 km au nord-nord-est de Prague.
La commune est limitée par Mšeno et Stránka au nord-ouest, par Kadlín et Velké Všelisy à l'est, par Mělnické Vtelno au sud, par Řepín et Nebužely à l'ouest, et par Kanina au nord-ouest.

## Histoire
La première mention écrite de la localité date de 1228.

## Administration
La commune se compose de quatre quartiers :
- Choroušky
- Chorušice
- Velký Újezd
- Zahájí